# Interochromis loocki
Interochromis loocki (Syn.: Limnotilapia loocki) ist eine Buntbarschart, die endemisch im ostafrikanischen Tanganjikasee vorkommt. 

## Merkmale
Interochromis loocki kann eine Länge von 10 bis 15 cm erreichen. Er ist seitlich abgeflacht und etwas hochrückig mit einer Standardlänge, die das 2,48 bis 2,88-fache der Körperhöhe beträgt. Charakteristisch für die Art ist die Bezahnung, die aus einer äußeren Reihe größerer, zweispitziger Zähne und einer inneren Reihe kleinerer, dreispitziger Zähne besteht. Die zweispitzigen Zähne haben braune Kronen und sind beweglich, d. h., sie sind nicht fest mit den Kieferknochen verbunden. Bei Männchen und Weibchen ist nur die rechte Gonade ausgebildet.
- Flossenformel: Dorsale XVIII/8–9; Anale III/6–7.
- Schuppenformel: SL 31–33.
- Kiemenrechen: 10–15
- Wirbel: 15–16 + 15–16.

Interochromis loocki ist bräunlich gefärbt, der Bauch und die Bauchflossen sind weißlich. Auf den Körperseiten zeigen sich neun dunklere, bräunliche, senkrechte Streifen. Auf dem Kopf befinden sich gelbliche Flecken. Der von Flossenstacheln gestützte Abschnitt der Afterflosse ist orange, auf dem hinteren Abschnitt zeigen sich orange Eiflecke. Der obere und der untere Rand der Schwanzflosse sind dunkel.

## Lebensweise
Interochromis loocki lebt in relativ flachem Wasser (2 bis 4 Meter) in der Felszone des Tanganjikasees und ernährt sich ähnlich wie die Arten der nah verwandten Gattung  Petrochromis vor allem von einzelligen Algen (Diatomeen), in geringerem Maße von Fadenalgen. Jungfische nehmen auch geringe Mengen tierischer Nahrung zu sich. Wie alle anderen Tropheina ist Interochromis loocki ein Maulbrüter.

## Systematik
Der Fisch wurde 1949 durch den belgischen Ichthyologen Max Poll unter dem Namen Limnotilapia loocki beschrieben und 1998 durch drei japanische Wissenschaftler wegen der von Limnotilapia dardennii und der Gattung Simochromis, die sich von Fadenalgen ernähren, abweichenden Bezahnung der neu eingeführten Gattung Interochromis zugeordnet.